# Frederico IV, rei de Nápoles

Brasão de armas

Frederico (19 de abril de 1452 – 9 de novembro de 1504), às vezes chamado Frederico IV ou Frederico de Aragão, foi o último rei de Nápoles do ramo napolitano da Casa de Trastâmara, reinando de 1496 a 1501. Era o segundo filho de Fernando I, irmão mais novo de Afonso II e tio de Fernando II, seu antecessor.
Uma aliança entre o Rei Luís XII de França e o famoso primo de Frederico, o Rei Fernando II de Aragão, continuou a reivindicação do antecessor de Luís, o Rei Carlos VIII de França, sobre Nápoles e Sicília. Em 1501, eles depuseram Frederico; Nápoles inicialmente foi para Luís, mas em 1504, um desentendimento levou à tomada de Nápoles por Fernando, após o que permaneceu parte das possessões espanholas até o final da Guerra da Sucessão Espanhola.

## Primeiros anos e educação
Nascido em Nápoles, filho de Fernando I e sua primeira esposa, Isabella de Clermont, Princesa de Taranto, ele sucedeu seu sobrinho sem filhos Fernando II após a morte prematura deste em 1496, aos 27 anos.
Foi batizado em 19 de abril de 1452, no Castel Capuano, e seu padrinho foi o Imperador Frederico III, que então foi enviado a Alfonso, o Magnânimo em visita diplomática.
Seu pai ascendeu ao trono de Nápoles, após a morte de Alfonso, o Magnânimo, em 27 de junho de 1458, e deu a seu filho os melhores mentores: Andrea da Castelforte, Giovanni Elisio Calenzio, Girolamo Baldassare e Offeriano Forti.

## Serviço ao Rei Ferrante
Em 1464, enquanto residia em Taranto com seu pai, foi ordenado a liderar uma escolta para Ippolita Maria Sforza, filha mais velha do Duque de Milão e noiva de seu irmão Alfonso, de Milão a Nápoles. Ele deixou Nápoles em 18 de março de 1465 com 320 cavaleiros e soube durante o caminho, em 30 de março, sobre a morte de sua mãe. Foi recebido em Roma em 2 de abril de 1465 pelo Papa Paulo II, que lhe presenteou com a rosa de ouro. Em seguida, foi para Siena e Florença, onde foi recebido em 17 de abril por Lorenzo, o Magnífico. Depois viajou para Milão e ficou até 7 de junho, quando a noiva ordenou que retornasse a Nápoles. Seguiu a mesma rota quando foi detido pelo Duque de Milão, que ameaçou interromper o casamento em Siena até que a diplomacia fosse aberta. Retornou a Nápoles em 14 de setembro.

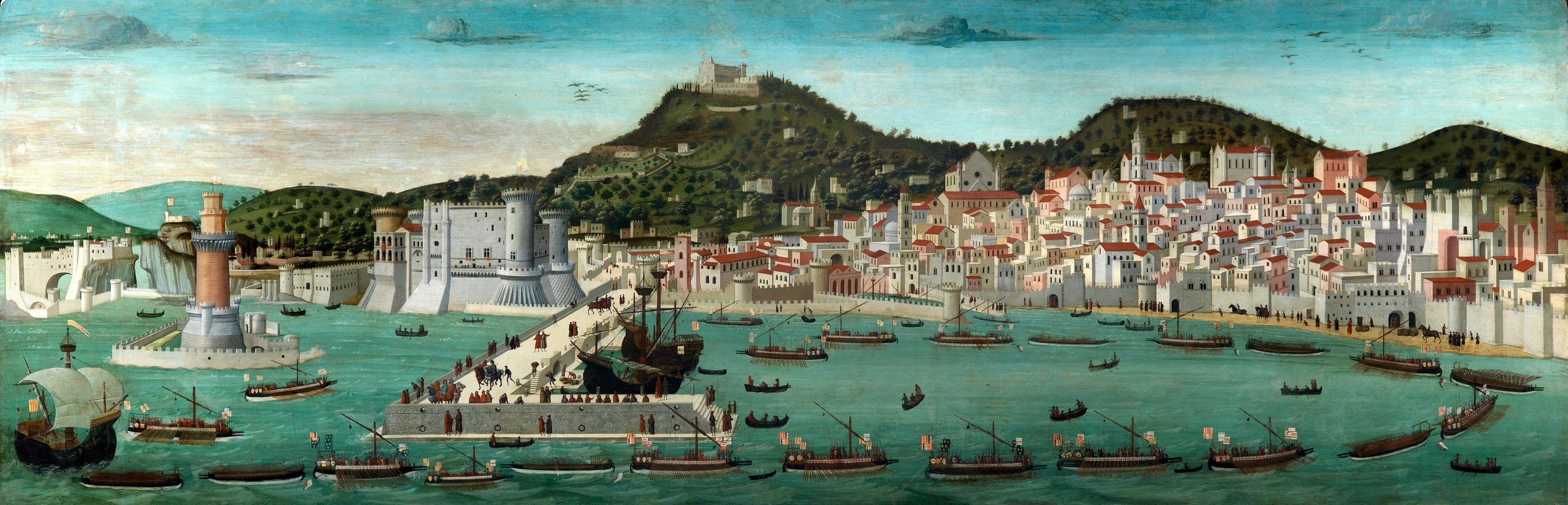
Nápoles no século XV. La Tavola Strozzi provavelmente representa a entrada triunfal da frota de Fernando I após a Batalha de Ísquia em 1465

De 1464 a 1473, serviu como tenente do Rei de Nápoles em Capitanata, Terre de Bari e Terre d'Otrante, com funções de receber homenagens de vassalagem, supervisionar a coleta de impostos e fazer cumprir acordos comerciais com a República de Veneza. Também participou da atividade diplomática que seu pai conduzia, especialmente recebendo os senhores com quem o Rei de Nápoles desejava estabelecer alianças. Ele recebeu em março de 1472 em Aversa e Nápoles, Jean della Rovere, prefeito de Roma, senhor de Senigallia e sobrinho do Papa Sisto IV (François della Rovere), e em 30 de agosto de 1473, recebeu Charles Manfredi, senhor de Faenza.

## Diplomacia e arranjos matrimoniais
Já em abril de 1470, Carlos, o Temerário propôs casar sua filha e única herdeira Maria com Frederico, e os planos tomaram forma em novembro de 1471, após a assinatura de uma aliança entre o Duque da Borgonha e o Rei de Nápoles.
Como uma das herdeiras mais ricas de seu tempo, muitos nobres tentavam se casar com Maria da Borgonha. Entre seus pretendentes estavam príncipes e senhores como Fernando, o Católico, Duque Nicolau I da Lorena, Felisberto de Saboia, Jorge da Inglaterra e Carlos de Guyenne. O próprio Luís XI manifestou interesse em nomear um príncipe de Aragão ou Nápoles, com quem poderia trocar as reivindicações de Anjou pelos territórios borgonheses que ele buscava herdar em Maine.

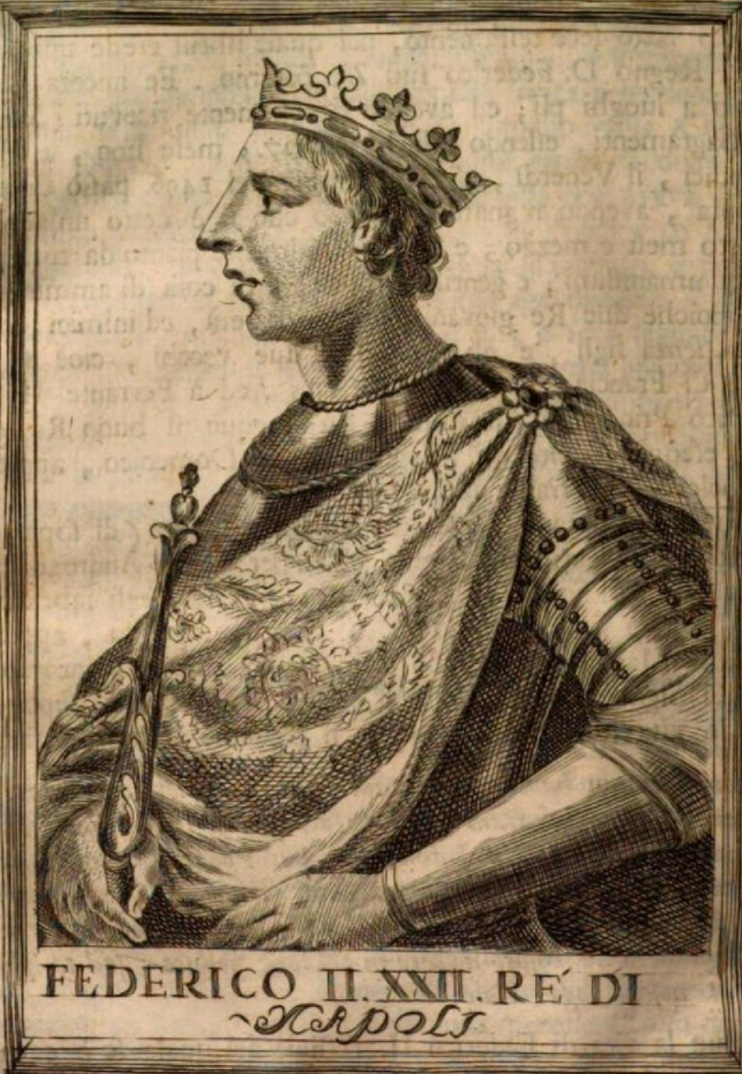
Frederico de Nápoles

Em fevereiro de 1472, o rei Fernando recebeu Frederico com o objetivo de auxiliar no projeto, uma delegação borgonhesa insistiu que Carlos, o Temerário, por sua parte, não havia interrompido sua escolha. A irmã de Frederico, Leonor, expressou confiança na ideia de que o Duque da Borgonha procurava se unir em aliança antes da Páscoa. Mas essas esperanças foram destruídas durante o verão, quando souberam, na corte de Nápoles, do noivado de Maria de Nápoles com Nicolau da Lorena, um pretendente aos Reinos de Nápoles e Aragão, resultante da aliança concluída entre os duques da Borgonha e da Lorena, e Carlos, o Temerário, rubricada por Arras em 25 de maio de 1472, e assinada por Nicolau, por sua vez, em 27 de maio de 1472. Maria deu seu consentimento à promessa de casamento em 13 de junho de 1472, e Nicolas enviou-lhe seu "Mons-en-Hainaut" no mesmo dia.
Em outubro de 1472, uma nova embaixada borgonhesa chegou a Nápoles tranquilizando sobre os arranjos de Maria da Borgonha e a relação entre Carlos, o Temerário, e o Rei de Nápoles. Ao partir, deixaram para trás dois escudeiros responsáveis por ensinar melhor francês a Frederico. Carlos, o Temerário, usou o eventual casamento de sua filha como um instrumento de sua diplomacia.
O noivado de Maria e Nicolau nunca se concretizou. Em 5 de novembro de 1472, no acampamento de Carlos, o Temerário, em Beaurevoir, Nicolau renunciou à sua promessa de casamento sem comprometer a aliança entre os dois duques. Maria renunciou ao seu noivado em 3 de dezembro.
Em 1473, devido a ambos os lados não cumprirem os compromissos da aliança, juntamente com o rumor do plano imprudente de Carlos de casar sua filha com Maximiliano, filho do Imperador Frederico III, o rei Fernando começou a explorar a possibilidade de uma união entre Frederico e Joana, filha de João II de Aragão. Ele também levantou a possibilidade de um casamento com uma filha de Luca Sanseverino, Príncipe de Bisignano, antes de retornar aos seus arranjos de casamento originais.

## Na corte de Carlos, o Temerário
O rei Fernando decidiu promover a possibilidade de casamento entre Frederico e a filha de Carlos, o Temerário e buscou qualquer oportunidade que exigisse que o Duque da Borgonha aceitasse a oferta. Em 26 de novembro de 1474, em Foggia, Fernando deu a Francesco Bertini, Bispo de Capaccio, como embaixador na corte da Borgonha, plenos poderes para conduzir as negociações. Em 28 de novembro, Afonso, Duque da Calábria, foi confirmado como embaixador para as negociações por seu pai e seu irmão, o bispo de Capaccio.
Frederico deixou Nápoles em 26 de outubro de 1474, com um séquito principesco e muitas visitas na Itália, aguardando a oportunidade de ir a Dijon. Foi recebido em Roma, Urbino e Ferrara com seu cunhado Ercole d'Este. Em 5 de janeiro de 1475, acompanhado por 400 membros de seu séquito, foi recebido pelo Doge de Veneza Pietro Mocenigo em uma elaborada recepção, durante a qual as delegações da Sereníssima República foram recebidas no Bucentaure.
A oportunidade de se juntar à corte de Carlos, o Temerário, foi proporcionada pela assinatura de um acordo militar entre Carlos e Galeazzo Maria Sforza em 30 de janeiro. No início de fevereiro, ele deixou Milão para Turim, onde Yolande de France, que era a principal intermediária da aliança entre os Duques da Borgonha e Milão, confiou-lhe como mestre de armas e tiro com arco. Ele estava estacionado em Besançon no final de fevereiro, quando Carlos, o Temerário, sitiou Neuss.

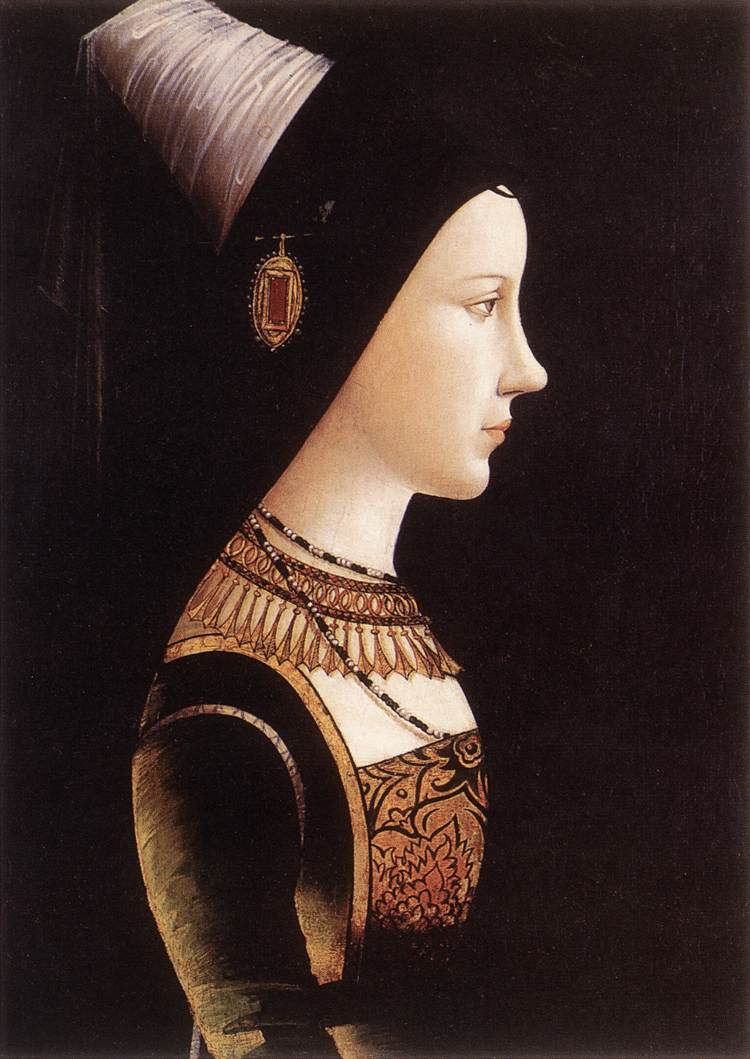
Retrato de Maria da Borgonha c. 1490, talvez por Michael Pacher

Notícias se espalharam rapidamente entre as cortes italianas, e Guy de Brimeu, conselheiro do Duque da Borgonha, ficou particularmente surpreso com o desenvolvimento das notícias do casamento. Fernando sabia que os planos de casamento estavam flutuando e sujeitos a incertezas e questões políticas, e isso era ainda mais verdadeiro em outros lugares, como na Corte da Borgonha. Ele confiou a seu filho duas tarefas principais: a primeira era dar a Carlos, o Temerário, o colar da Ordem do Arminho que ele havia criado, e recebê-lo na Ordem do Tosão de Ouro; a segunda era substituir, no entorno de Carlos, Nicola di Monforte Pietravalle, Conde de Campobasso, um ex-vassalo de Fernando que serviu René de Anjou e tinha laços com João da Calábria, que recrutava mercenários no Piemonte, Lombardia e Emília para servir no exército da Borgonha.
Enquanto Frederico de Aragão chegava à corte da Borgonha, Antoine de Borgonha, o meio-irmão de Carlos, o Temerário, partiu para Nápoles com seu filho Philippe, François d'Este, um filho ilegítimo de Lionel Este, e Guillaume de Rochefort e cem homens para submeter ao rei Fernando o colar da Ordem do Tosão de Ouro na qual ele foi admitido no Capítulo de Valenciennes em 1473 a pedido de Carlos, o Temerário. Chegando a Mechelen por volta de 15 de fevereiro, Antoine de Borgonha ficou em Moncalieri de 4 a 6 de março na propriedade da Duquesa Yolande. Ele provavelmente se encontrou com Frederico nessa época na propriedade de Chambéry.
Antoine de Borgonha foi recebido na corte milanesa de 9 a 16 de março de 1475, depois viajou para Nápoles, onde foi recebido pelo Duque da Calábria Afonso em 15 de abril. Em 20 de abril, o rei Fernando foi ordenado na Ordem do Tosão de Ouro e jurou cumprir seus estatutos. A chegada da embaixada borgonhesa tornou-se ocasião para grandes festividades, incluindo justas.

## Corte de Luís XI
No verão de 1479, Frederico casou-se com Ana de Saboia, filha do Amadeu IX, Duque de Saboia e Yolande da França. Ele viveu com sua jovem esposa na corte de seu tio materno, o rei Luís XI da França. Após a morte de sua esposa em 1480, ele retornou a Nápoles.
Em 1485, Frederico recebeu o título de Príncipe de Squillace e foi enviado por seu pai em várias missões diplomáticas.

## Rei de Nápoles

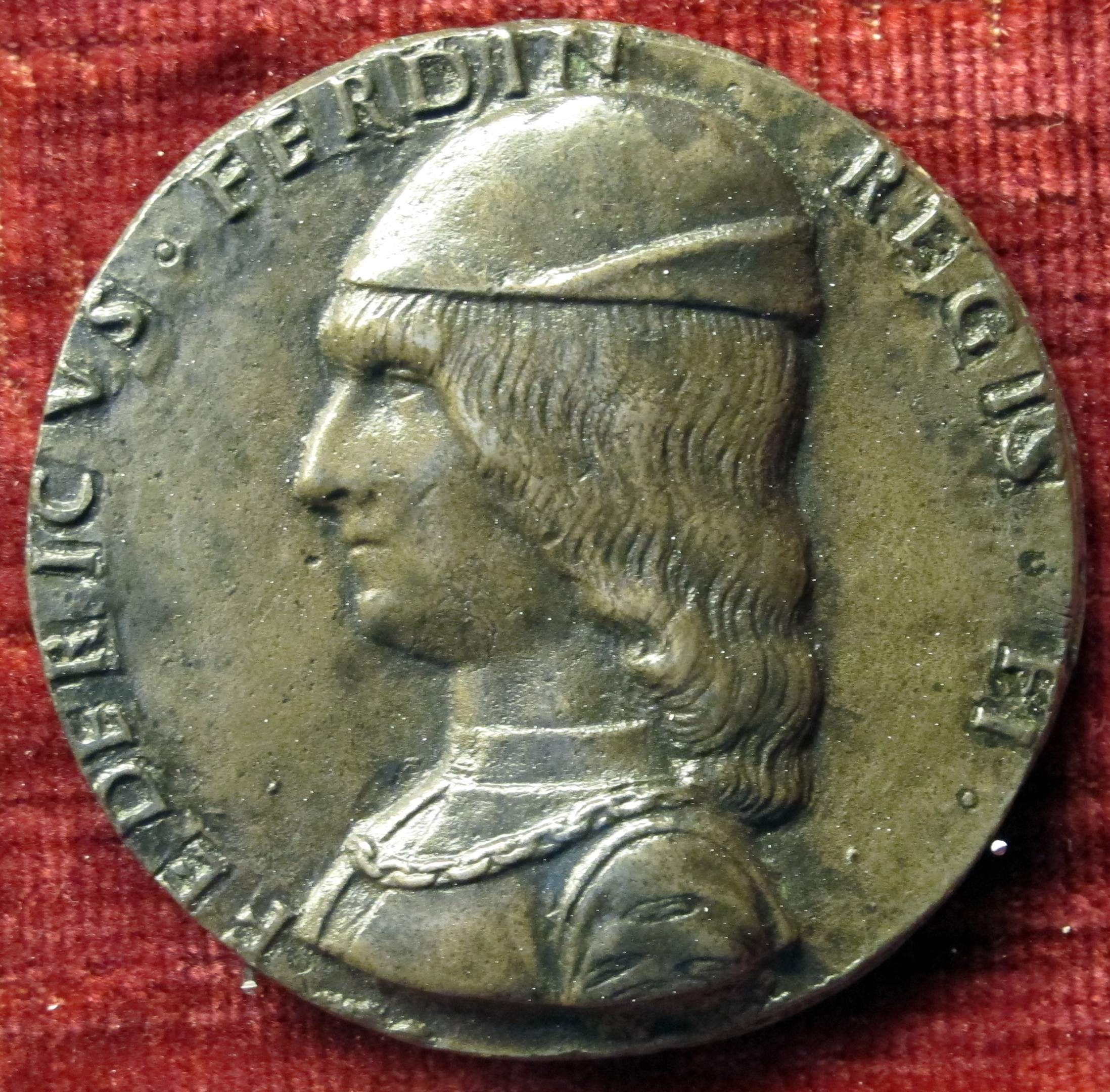
Moeda com a imagem de Frederico

Ele sucedeu seu sobrinho como rei e logo foi forçado a lutar contra as reivindicações do sucessor de Luís XI, o rei Carlos VIII da França, ao seu reino. Foi coroado em 26 de junho de 1497. Luís XII da França assumiu essas reivindicações por conta própria e iniciou a conquista do reino de 1499 a 1501. Frederico teve que convocar seu primo Fernando II, Rei de Aragão, para repelir os franceses, mas este último, após derrotar Luís XII, reteve o reino para si mesmo. Despojado de seus domínios, Frederico foi forçado a implorar pela generosidade do Rei da França, que lhe concedeu uma anuidade de trinta mil libras sobre o ducado de Anjou.

## Perda de Nápoles
Os representantes de Luís XII da França e os de Fernando e Isabel da Espanha assinaram um tratado secreto em Granada em 11 de novembro de 1500. Os soberanos franceses e aragoneses concordaram em atacar o Reino de Nápoles, conquistá-lo e dividi-lo imediatamente entre si. Luís XII receberia Nápoles, Terra di Lavoro e Abruzzo e os títulos de Rei de Jerusalém e Rei de Nápoles; Fernando de Aragão se tornaria Duque de Apúlia e Duque da Calábria. Cada um dos dois soberanos buscou o endosso do Papa Alexandre VI, o suserano desses territórios hipotéticos.
Em Málaga, Fernando armou uma frota de 50 navios transportando 1 200 cavalos e 8 000 infantaria sob o comando de Gonzalo de Córdoba. Essas forças navegaram para apoiar os venezianos nas batalhas contra os turcos, depois retornaram após a campanha por volta de 1500-1501 para a Sicília. Forças francesas e aragonesas ocuparam Nápoles em 1501.

## Morte
Em agosto de 1501, Nápoles caiu para o exército francês invasor, forçando Frederico, agora em Blois, a negociar com Luís XII da França. Em troca de uma pensão anual e do condado do Maine, ele renunciou aos seus direitos sobre Nápoles. Frederico acompanhou Luís à Itália, mas retornou a Tours em março de 1503. Ele morreu em Tours em 1504.

## Casamentos e filhos
Frederico casou-se duas vezes. Sua primeira esposa foi Ana de Saboia—filha de Amadeu IX, Duque de Saboia, e Yolande de Valois, filha de Carlos VII, Rei da França—com quem se casou em 11 de setembro de 1478, em Milão. Com Ana ele teve uma filha:
- Carlota (1480–1506),[9] que se casou com Guy XVI, Conde de Laval[10]

Sua segunda esposa foi Isabella del Balzo. Ele também teve cinco filhos de seu segundo casamento com Isabella:
- Fernando, Duque da Calábria (15 de dezembro de 1488 – 1550), que se casou primeiro com Germana de Foix (seu terceiro casamento) e depois com Mencía de Mendoza
- Júlia (1492 – 10 de março de 1542), que se casou com João Jorge de Monferrato
- Isabella (1496–1550)
- Alfonso (1498–1515)
- César (1502–1520)